# オムリ
オムリは、北イスラエル王国第6代の王で、オムリ王朝の創始者である。旧約聖書以外の文献に登場する最初のヘブライ人の王でもある。オムリはヘブライ語で「主の礼拝者」という意味である。

## 生涯
『列王記』におけるオムリ本人の記述は上巻（第1巻）の第16章第16～28行のごくわずかな事だけである。
バシャの子エラが北イスラエル王国の王になって2年目（ユダ王国のアサ王の在位27年目）に、将軍の1人であるジムリにクーデターを起こされ殺害された。
この時、ペリシテと北イスラエルの間に戦いがあり、軍隊はギベトンに対して陣を布いており、人々はティルツァでエラがジムリの謀反で謀殺されたという話を聞くと軍の総司令官オムリをその日のうちに王として宣言し、ギベトンから攻め上り、ティルツァを包囲し、ジムリは勝てないと悟って自害した。
クーデター鎮圧後、北イスラエルの人々は2派に分かれ、片方はそのままオムリを王として支持し、もう一方はギテナの子ティブニを王として支持して争った。最終的（約4年後）にオムリ派が勝利してティブニは死に、こうしてアサの在位31年目にオムリは北イスラエルの王になり12年間収めた後で彼は死に、サマリアに葬られた。
即位後、オムリが行ったとされることは以下の通りである。
- 6年間は今までの王と同じくティルツァを都としていたが、銀2タレントでセメルという人から山を買って街を築き、この町を前の持ち主の名からサマリヤと名付けて遷都した（『列王記』上16：24）。
- 主の目の前にこれまでの王よりも悪い事[6]をした（『列王記』上16：25-26）。
- アラムには敗れて領土を喪失し、サマリアに彼らの市場を作られたことがあるらしい[7]（『列王記』上20：34）。
- モアブ地方の制圧には成功して、子羊10万匹と雄羊10万匹の羊毛を貢物に納めさせていた（『列王記』下3:4、およびメシャ碑文より）。

なお、在位期間が7日間と短すぎるジムリ以外では、オムリは統一時代を含むイスラエルとユダの王のうちで唯一父親の名が不詳の王である。これについてロンドン大学アッシリア学名誉教授のドナルド・ワイズマンはオムリが卑賎もしくは領土を持たない出自であったが、ジムリ（戦車隊の司令官）より上位の階級（最高司令官）になった人物だろうとしている。ただし、その当時彼本人の名前が知られてなかったわけではなく、アッシリアやアラムなどからは北イスラエル王国を指すのに「オムリの家」という表現が見られる。